# Таубенгейм, Вильгельм фон
Барон (с 1859 года — граф) Вильгельм фон Таубенгейм (нем. Wilhelm von Taubenheim; 16 апреля 1805, Штутгарт, Вюртемберг (курфюршество) — 4 января 1894, Штутгарт) — вюртембергский придворный деятель, приближённый королей Вильгельма I (правил в 1816—64 годах) и Карла I (правил в 1864—1891 годах). Обер-шталмейстер (главный конюший) и камергер, андреевский кавалер (1871).

## Биография

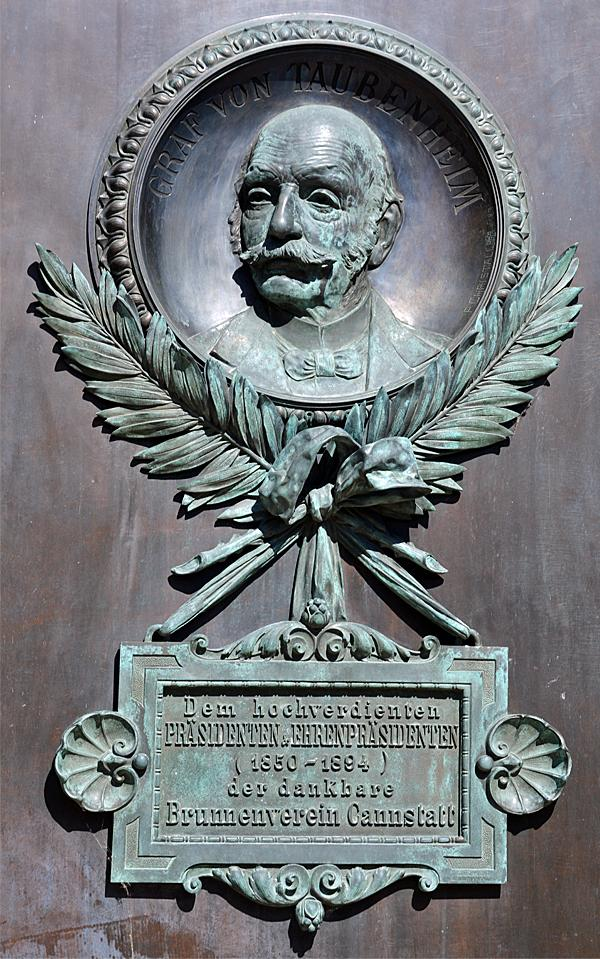
Мемориальная доска Таубенгейму в городе Каннштатте, почётным гражданином которого он был с 1854 года.

Родился в 1805 году в Штутгарте, столице Вюртемберга, в семье барона Августа фон Таубенгейма, который являлся шталмейстером и камергером вюртембергского двора. Уже год спустя отец мальчика скончался, и все расходы на воспитание его сына, взял на себя друг его отца — кронпринц Вильгельм, будущий король.
До 16 лет (примерно до 1821 года) Таубенгейм посещал Королевскую гимназию в Штутгарте, а затем — Военную школу в Людвигсбурге. Оттуда он был (около 1823 года) выпущен вторым лейтенантом в Королевскую лейб-гвардию. «Унаследовал» от отца интерес к лошадям. В 1824 году принял решение продолжить своё образование в Гёттингенском университете. Параллельно посещал университетскую школу верховой езды, одну из лучших в Германии. Из Гёттингена отправился в Вену, где также учился в местной школе верховой езды.
В 1826 году Таубенгейм вернулся в Штутгарт. Ему исполнился 21 год, когда король Вильгельм даровал ему должности камергера и шталмейстера, которые ранее принадлежали его отцу. Король Вильгельм был страстным любителем лошадей, и Таубенгейм вскоре стал его доверенным лицом и советником в этих вопросах. 
В 1834 году Таубенгейм основал вюртембергскую Ассоциацию скачек, которая взяла на себя ежегодную организацию бегов на Сельскохозяйственном фестивале в Каннштатте (ныне — в черте Штутгарта).
В 1840—1841 годах Таубенгейм, в сопровождении писателя Фридриха Вильгельма Гаклендера и художника Фридриха Фриша, предпринял путешествие по Востоку, в том числе, с целью закупить для королевских конных заводов чистокровных арабских лошадей. Путешественники отправились по Дунаю через Вену в Журжу, затем из Журжи посуху в Константинополь, где их принял султан Абдул-Меджид I. Сев в Константинополе на корабль, они отправились в Бейрут с остановками на Родосе и на Кипре, причём пережили по пути кораблекрушение. Причалив в Бейруте, они затем отправились по суше в Дамаск и Иерусалим. В Яффе Таубенгейма и его спутников принял Ибрагим-паша, турецкий наместник Египта и Палестины. Из Яффы они посуху через Синай отправились в Египет, а оттуда вернулись в Европу на корабле через Мальту, Сицилию, Неаполь и Геную, откуда посуху добрались до Вюртемберга. Это путешествие Гаклендер описал в многократно переиздававшейся (на немецком языке) книге «Путешествие по Востоку», а Фриш создал по его мотивам серию литографий «Аравия» и несколько картин. 
В 1841 году король повысил Таубенгейма до обер-шталмейстера. В том же году он стал интендантом Королевского придворного театра, однако, по всей вероятности, не проявил к театральному искусству особого интереса, поэтому в 1846 году был замещён другим лицом. 
В 1842 году женился на графине Марии Фридерике Александрине Шарлотте Екатерине Вюртембергской (1815—1866), дочери принца Вильгельма Фридриха Вюртембергского от морганатического брака. У пары родились три дочери и сын. 
В 1859 году был пожалован графским титулом.
После восшествия на престол короля Карла I (1864), Таубенгейм продолжал пользоваться королевским доверием. Он нередко сопровождал Карла, особенно в его зимних поездках на юг Франции, и часто исполнял важные поручения. Однако, после восшествия на престол Вильгельма II (1891), Таубенгейм подал прошение об отставке в связи с преклонным возрастом.
Граф Вильгельм фон Таубенгейм скончался в Штутгарте в возрасте 88 лет.

## Награды
В 1864 году русский император Александр II наградил Таубенгейма ордеом Святого Александра Невского.
В 1871 году император Александр II наградил Таубенгейма высшим  орденом Андрея Первозванного.